# 王子时代

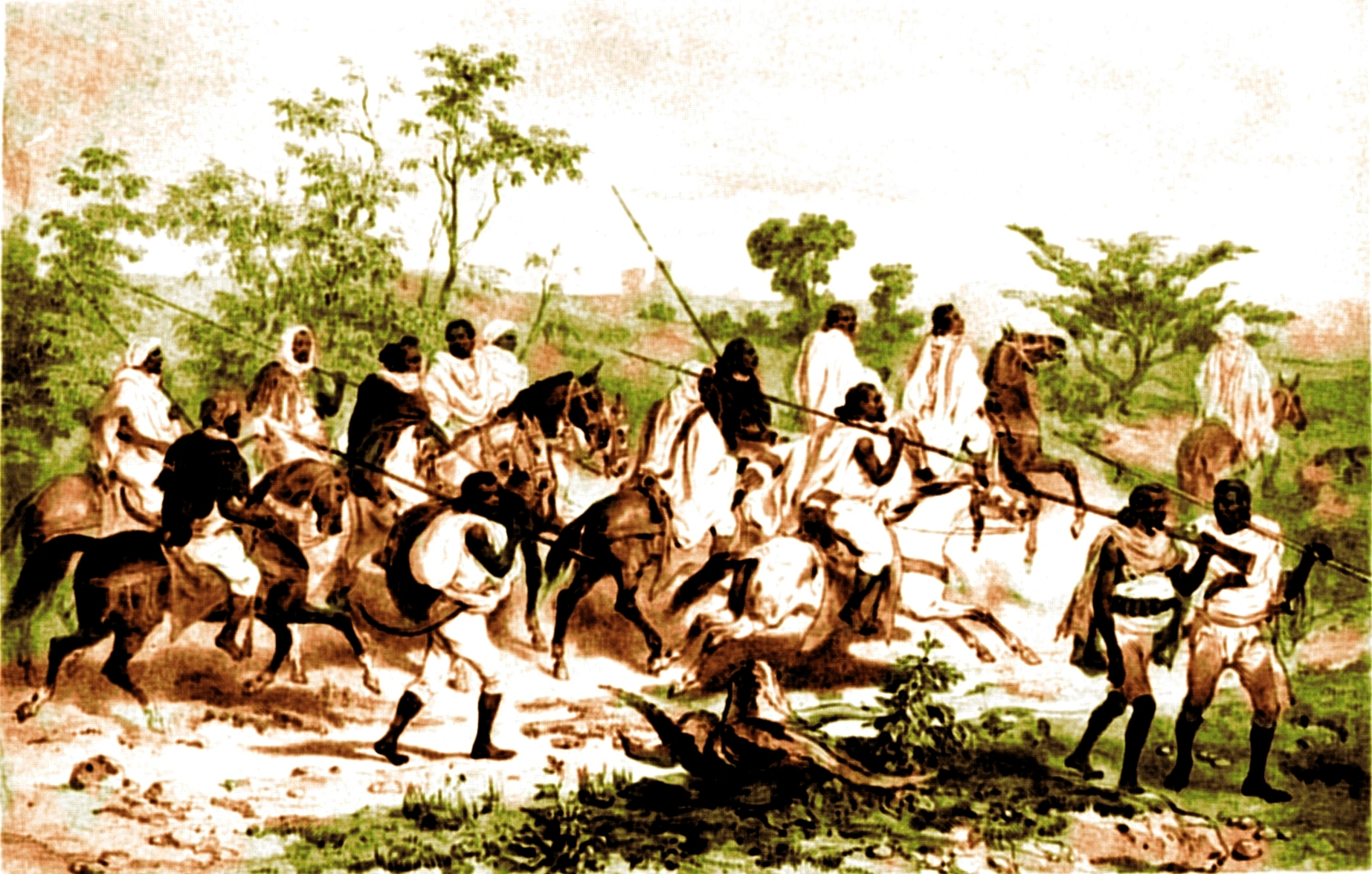
王子时代的埃塞俄比亚战士

王子时代（1769-1855年，羅馬化：zamana masāfint），又称士师时代、王子纷争时代，是埃塞俄比亚的一段历史时期，自18世纪中叶起，至19世纪中叶结束。这一时期，所罗门王朝的皇帝权力旁落、沦为傀儡；各地部族割据一方，相互争斗，特别是围绕都城贡德尔，为争做皇帝的“监护人”，决定皇位继承权而争斗。“王子时代”在吉兹语中的原意为“士师的时代”，典故出自《旧约·士师记》的最后一句“那时，以色列中没有王，各人任意而行。”
王子时代依照传统观点，以1769年5月7日米卡埃尔·塞胡尔公爵废黜皇帝伊约阿斯为开端，至1855年2月11日卡萨·海尔·乔治斯统一各地区、加冕为特沃德罗斯二世皇帝为止。不过亦有学者认为应以1706年10月13日，伊亚苏大帝被子特克勒·海马诺特下令杀害为开端，原因是在伊亚苏死后，贡德尔皇权便已步入衰落。
王子时代的地方部族中，奥罗莫人和提格利尼亞人拥有较大势力，其中又以奥罗莫人的叶周部族为最盛，首领长期担任贡德尔朝廷的摄政王（ ’əndärasē）、把持朝政，令奥罗莫语一度成为贡德尔的宫廷语言。

## 背景

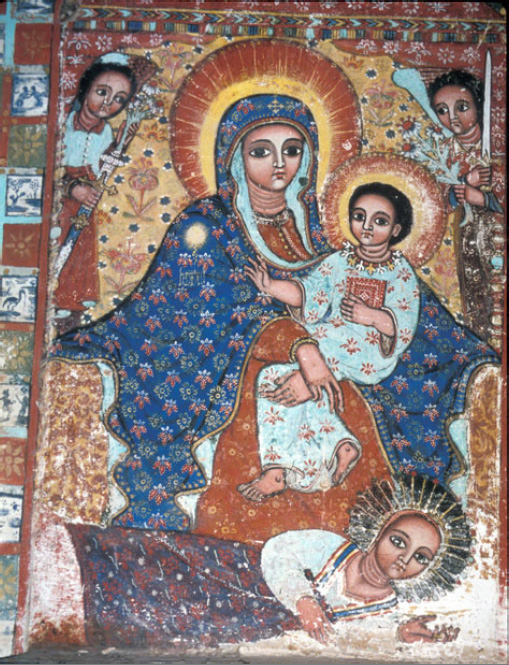
埃国关于圣母玛利亚的宗教壁画，俯卧者即是18世纪长期摄政的门特瓦布女皇

所罗门王朝皇帝伊亚苏在1682年至1706年统治埃塞俄比亚，他以锐意改革、抗击奥罗莫人入侵而闻名，被称为“伊亚苏大帝”。伊亚苏晚年因宠妃逝世而心灰意冷，移居塔納湖的湖心岛。贡德尔皇室误会其决定退位，便拥立伊亚苏之子特克勒·海马诺特即位。根据一些史料的记载，伊亚苏不满其子即位，率军返回贡德尔途中被特克勒·海马诺特下令杀害。不过，特克勒·海马诺特的统治并不长久，他在1706年即位后仅在位两年，在1708年外出途中被伊亚苏的拥趸刺死，由伊亚苏的兄弟特沃夫洛斯继位。特沃夫洛斯即位后，立即开始清算海马诺特余党，宫廷纷争长期持续。1711年，特沃夫洛斯逝世，死因不明。贡德尔贵族为平息宫廷乱局、结束伊亚苏和海马诺特党羽间的纷争，便拥立亲王约斯托斯即位，这一事件也标志着贡德尔皇权的衰落。约斯托斯的统治依然短暂，1716年病死，伊亚苏的子嗣达维特三世再度即位，埃塞俄比亚18世纪初的混乱才终于告一段落。
所罗门王朝在伊亚苏二世统治期间再度陷入混乱。1730年，时年七岁的伊亚苏即位，其母门特瓦布此前已摄行朝政七年之久。门特瓦布同年加冕为女皇，长期把持朝政，二主共治的局面空前绝后。地方冲突此起彼伏，阿高人、阿姆哈拉人、绍阿人和提格利尼亚人部族间冲突不断，又有奥罗莫人内迁，带来更大的内乱威胁；伊亚苏二世即位之初，贡德尔便爆发反对他的政变，戈贾姆的地方叛军洗劫了都城，帝国的经济与政治陷入衰败不堪的局面。
为安抚入侵的奥罗莫部族，门特瓦布女皇决定命伊亚苏二世迎娶奥罗莫沃洛部族的公主武比特。伊亚苏二世于1755年病逝，伊亚苏与武比特之子伊约阿斯即位，但同门特瓦布女皇继续维持共治。新皇伊约阿斯受其母影响，在宫廷内使用奥罗莫语，重用奥罗莫大臣。阿姆哈拉省总督逝世后，伊约阿斯一度希望任命他的奥罗莫外戚继任，在朝野一致反对下才决定作罢。门特瓦布继续主政的举动亦令武比特不满，后者希望亲自掌权，加重了皇室矛盾。门特瓦布召集夸拉省的阿姆哈拉军队进入贡德尔，保护其权威；武比特则召集奥罗莫的叶周部族大军与之分庭抗礼。贵族势力为避免双方冲突，命大臣米卡埃尔·塞胡尔公爵充当中间人、进行调解。米卡埃尔借此扩大自身势力，逐渐崛起成为阿姆哈拉及提格利尼亚势力的领袖，转而代表他们与伊约阿斯皇帝的奥罗莫势力相抗衡。皇帝伊约阿斯事实上并未掌有实权，宫廷财政亏绌，军事上严重依赖奥罗莫的地方部族支持。1769年5月7日，米卡埃尔·塞胡尔公然废黜皇帝，一周后将其诛杀。自此，埃塞俄比亚的皇权名存实亡，大权落入贵族和地方将领手中。史学家通常认为这标志着埃塞俄比亚全面分裂的“王子时代”的开端。

## 经过

### 贵族争端与王位纷争
米卡埃尔公爵废黜皇帝伊约阿斯后，于5月拥立年老而体弱的约翰尼斯亲王即位，成为约翰尼斯二世。不过约翰尼斯二世仅在位数月，便于10月死于非命，有文献称他被米卡埃尔公爵毒害而死。即位者是年幼的特克勒·海马诺特二世，他当时年仅15岁。米卡埃尔公爵左右皇室的行为招致众怒，贡德尔民众发动起事，但被米卡埃尔公爵血腥镇压。不过，米卡埃尔公爵未能抵挡住地方贵族的群起攻势，于1771年“萨尔巴库萨三大战役”中溃败，彻底失势，最终下野担任北方的提格雷省总督，并于当地终老。不过，贡德尔并未因米卡埃尔下台而重归稳定，地方贵族进入贡德尔后，各自拥立新的皇帝即位，并就此展开继承争端，所罗门王室的多位成员多次即位、又多次被他人废黜，最甚者如特克莱·乔治斯，他先后六次即位，又六次遭到废黜。所罗门王室完全沦为地方贵族干涉贡德尔朝政的傀儡。但是在众多地方贵族中，绍阿省总督阿姆哈·伊亚苏斯并未参与贡德尔的争端，而忙于建造新都安科贝尔。

### 瓦拉谢赫诸王
特克莱·乔治斯于1779年初次即位时，曾试图重建皇权的绝对权威，但遭到极大阻力。奥罗莫叶周部族的阿里一世将特克莱·乔治斯皇帝推翻，扶植傀儡伊亚苏三世即位，他自己则担任摄政。1786年，阿里一世受封为比特瓦达德公爵（ቢትወደድ），是为公爵中的最高等级。自阿里一世起，这支奥罗莫部族的首领长期担任摄政，成为贡德尔的实际掌权者。阿里一世公爵的后继者是其兄弟阿利加兹公爵。阿利加兹于1803年逝世后，提格雷省的沃尔德·塞拉西利用米卡埃尔公爵于提格雷的旧部，击败贡德尔的叶周人，继任为摄政。沃尔德·塞拉西的统治被叶周族的古格萨公爵和提格雷贵族萨巴加迪斯推翻，后者在古格萨公爵夺权后统治提格雷省。随后的叶周族摄政王分别是伊马姆公爵、马里耶公爵、多里公爵和阿里二世公爵。学界普遍认同的一点是，在这些叶周族摄政王中，古格萨公爵的统治较为安定。

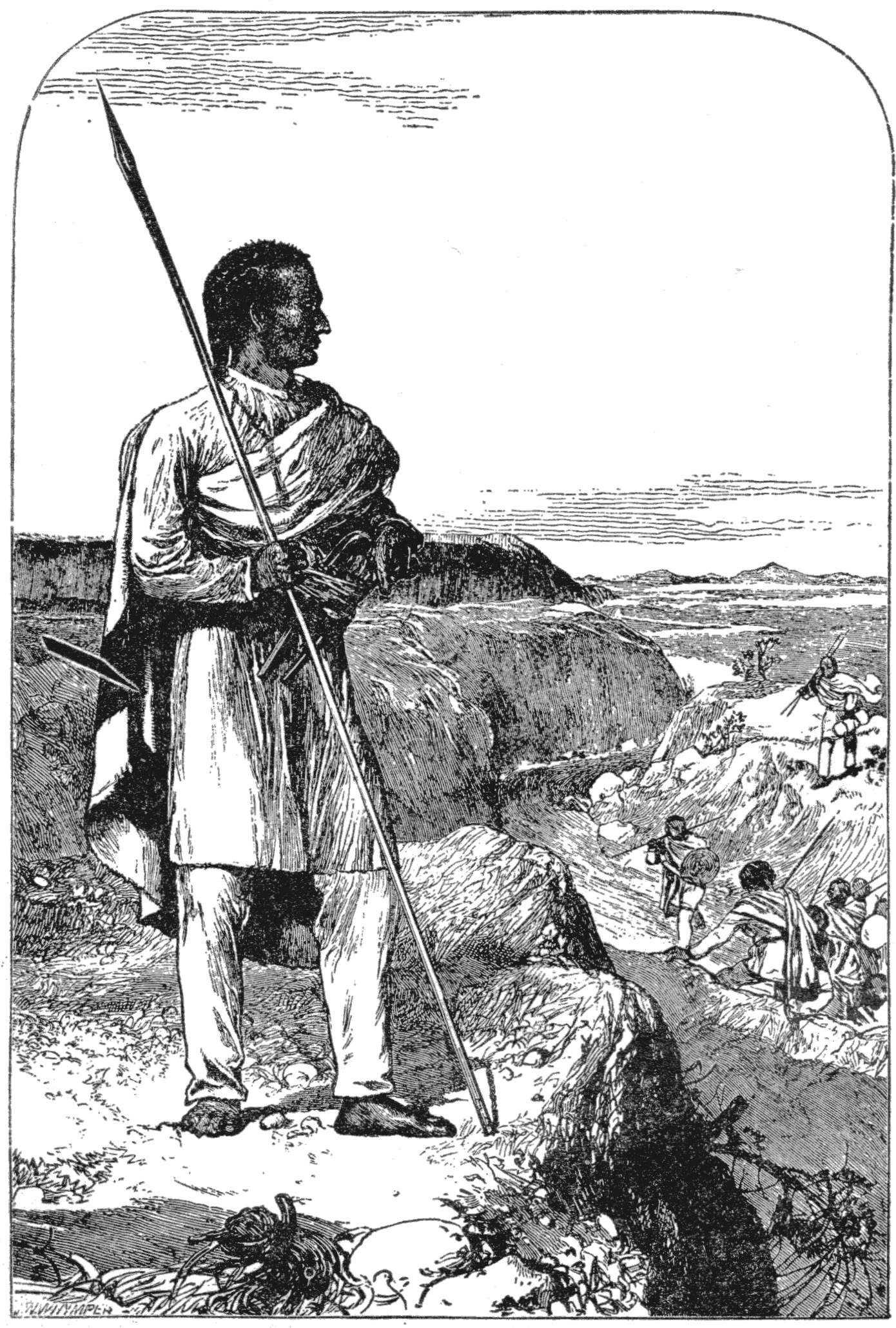
卡萨·海尔·乔治斯结束了王子时代的纷争，于1855年加冕为特沃德罗斯二世皇帝

这些叶周部族统治者称为瓦拉谢赫诸王（Wara Sheh）。克拉米（Donald Crummey）、鲁本松（Sven Rubenson）、希费劳·贝克莱（Shiferaw Bekele）等学者的著作中，皆称埃塞俄比亚这一近乎无政府状态的分裂和混乱时期之中，“叶周诸王”以所罗门王朝之名主政；但以“叶周”或“叶周王朝”称呼瓦拉谢赫诸王并不甚准确，易与以叶周部族命名的叶周省份相混淆。因此，瓦拉谢赫诸王是更准确的称呼。瓦拉谢赫诸王握有极大权力，能够基本统领各贵族及领主，建立主从关系。不过，瓦拉谢赫诸王未能完全统治埃塞俄比亚全境。瓦拉谢赫诸王的势力范围从贝格梅德尔（Begemeder）省开始，穿过查查霍关口（Chachaho Pass），延伸至马克特（Maqet）、瓦德拉（Wadla）、达兰塔（Dalanta）和达温特（Dawent）等阿姆哈拉省份；在这之外的绍阿、戈贾姆（Gojjam）、沃洛（Wollo）、塞米恩（Semien）、提格雷，到哈马西恩（Hamasien）、瓦格（Wag）等诸省，则仅和贡德尔维持朝贡和司法上诉关系，处于自治状态，仅定期参加中央会议，时而应召参战。新统治者上任，经贡德尔承认后便可开始其自治，不过一些固执的自治领主亦曾被瓦拉谢赫下令囚禁。提格雷、绍阿和戈贾姆是较为独立的地区。提格雷的统治者多次反抗瓦拉谢赫王的统治，而南部的绍阿则长期自治，其统治者甚至自称为王（Negus）。

### 王子时代的终结
1831年，叶周族的多里公爵逝世，年仅12岁的阿里二世即位成为摄政王，其母梅嫩·利本·阿梅德亦是皇帝约翰尼斯三世的皇后，梅嫩皇后曾在阿里二世年幼时掌权。阿里二世时期，埃塞俄比亚处于极度不安的分裂状态，叶周族的统治范围亦缩小到北方德布雷塔博尔的山区。阿里二世的大敌是提格雷总督武贝·海尔·马里亚姆侯爵，他得到了约翰尼斯三世皇帝的支持，曾于1841年率军攻占贡德尔，将阿里二世驱逐。阿里二世改立萨赫勒·登格尔为帝，于1842年击败武贝侯爵，重夺贡德尔的权力。除内部动荡之外，埃塞俄比亚亦面临着埃及穆罕默德·阿里王朝的入侵。
王子时代的终结者是出身强盗的将领卡萨·海尔·乔治斯，他在尼罗河西岸对抗埃及人的战斗中曾取得大胜，因而积累了一定威望。叶周族的梅嫩皇后出兵对抗卡萨的部队，不过不敌对手，被迫封卡萨为登比亚（Dembiya）分督，并将阿里二世的女儿特瓦贝奇（Tewabech Ali）嫁给卡萨。武贝侯爵联系英法施压于埃及，迫使其停止入侵；但是在此之前，卡萨率军在加拉巴特同埃及人作战负伤，反被梅嫩皇后羞辱。1852年，卡萨宣布独立，起兵对抗阿里二世和梅嫩皇后，并用三年时间瓦解了二人的叶周族势力，随后卡萨率军先后击败戈贾姆的戈舒侯爵和提格雷的武贝侯爵，于1855年自立为特沃德罗斯二世皇帝，“特沃德罗斯”来源于当时流传了数百年的预言，即一位名叫特沃德罗斯的皇帝将横空出世，复兴皇室。以皇权衰落为主要特征的王子时代就此结束，特沃德罗斯二世得以重建古老的君主专制传统。王子时代的结束也被视作埃塞俄比亚现代史的开端。

## 后续

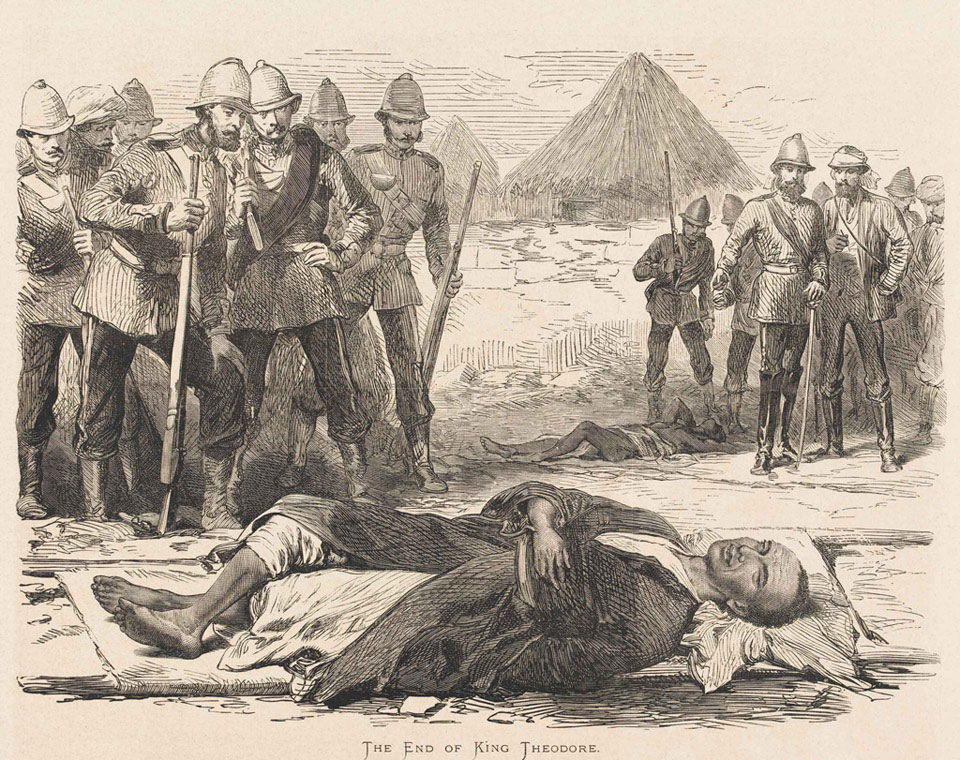
《特沃德罗斯国王之死》，1868年刊载于倫敦新聞畫報

统一全国、功勋卓著的特沃德罗斯二世成为埃塞俄比亚现代史的首位皇帝。称帝后，他并未停止征战，先是在马格达拉（今安巴马利安）击败了奥罗莫人，又在1856年征服了绍阿，在连续的征伐中确立了其对戈贾姆、沃洛、提格雷、贝格姆德（Begemder）和塞米恩的直接统治。特沃德罗斯二世废除地方贵族的特权，结束其世袭统治，并将部分地方贵族囚禁，其中便包括绍阿的王子萨赫勒·马里亚姆，他后来成为埃塞俄比亚的孟尼利克二世皇帝。特沃德罗斯二世还对埃塞俄比亚的基督教会进行了改革，他命令教会上缴土地和资产，引起教士不满。他在马格达拉的平顶山上建造了堡垒，随后迁都至此。其妻特瓦贝奇逝世后，特沃德罗斯二世变得粗暴而易怒，在其暴政下丧命的臣民达到上千人。由于埃塞俄比亚面临穆斯林的入侵，特沃德罗斯二世希望得到英国基于基督教义的援助，并致信给英女王维多利亚，希望得到其支持，但这封信函却因英外交部的失误而并未递达维多利亚。特沃德罗斯二世为此囚禁了英国大使卡梅伦（Charles Duncan Cameron），并无视英国的最后通牒，致使英国对埃塞俄比亚动武。领导埃塞俄比亚远征的军官内皮尔（Robert Napier）入侵埃塞俄比亚时，这个国家已经因为特沃德罗斯二世的暴政而重归王子时代的混乱——绍阿王子出逃，戈贾姆、瓦格和提格雷的地方贵族起兵叛乱。1868年，英军围攻马格达拉，特沃德罗斯二世饮弹自尽。
特沃德罗斯二世死后，埃塞俄比亚又一次步入彻底的分裂。在其统治的末期，提格雷的卡萨·梅查和绍阿的萨赫勒·马里亚姆崭露头角，二人先后即位成为约翰尼斯四世和孟尼利克二世皇帝。在此期间，奥罗莫人的女王和扎格维王朝都曾声称继承皇位，扎格维王朝的特克莱·乔治斯二世皇帝曾于1868年至1871年在位。约翰尼斯四世统治时期，埃塞俄比亚面临埃及和马赫迪起义军，以及意大利人的入侵。约翰尼斯四世虽然基本令国内保持安定，但代价是恢复了特沃德罗斯二世曾铲除的封建割据局面，萨赫勒·马里亚姆得以在绍阿再度称王，他和奥罗莫人和意大利人合作，向南部和东部扩张绍阿王国的疆域。1889年，约翰尼斯四世在马赫迪军队的入侵中战死，萨赫勒·马里亚姆旋即即位成为孟尼利克二世皇帝。孟尼利克二世除通过军事扩张奠定埃塞俄比亚的现代版图、展开现代化改革外，其最令人瞩目的成就便是在阿杜瓦战役中一举击溃意大利人的入侵，在瓜分非洲浪潮中保卫了埃塞俄比亚的独立。绍阿王国的都城亚的斯亚贝巴，也自孟尼利克二世时期成为埃塞俄比亚至今为止的首都。

## 延伸阅读
- Mordechai Abir, The Era of the Princes: the Challenge of Islam and the Re-unification of the Christian empire, 1769-1855. London: Longmans, 1968.